# Waldighofen

Waldighofen este o comună în departamentul Haut-Rhin din estul Franței. În 2009 avea o populație de 1.483 de locuitori.

## Evoluția populației
| An        | 1975  | 1982  | 1990  | 1999  | 2006  | 2009  |
| --------- | ----- | ----- | ----- | ----- | ----- | ----- |
| Populație | 1.039 | 1.017 | 1.048 | 1.178 | 1.383 | 1.483 |